# Los Violadores (álbum)
Los Violadores es el álbum debut de la banda argentina de punk rock Los Violadores, publicado en 1983 por Umbral.
Este disco se transformaría en un precedente en el marco del punk rock argentino, siendo el primero en su tipo en obtener repercusión en América Latina. 
Está considerado el #20 mejor álbum de la historia del rock argentino en la lista de la revista Rolling Stone.

## Historia
Este disco debut incluye algunos de sus primeros éxitos, como "Sucio poder", "Guerra total", "Represión", o una versión irónica de "El extraño del pelo largo" (tema original de La Joven Guardia), canciones que serían interpretadas frecuentemente en vivo.
El álbum fue grabado entre mayo y junio de 1982 en los estudios "Buenos Aires Records", pero pudo editarse recién en noviembre de 1983, con el inminente retorno a la democracia en Argentina. 
El LP fue lanzado por el sello Umbral, y producido por el baterista de Riff, Michel Peyronel.
Según el cantante Pil Trafa:

“Si el principal ordenador del primer disco de Violadores fueron los Pistols, “Represión” es nuestro “Satellite”. Luca Prodan lo cazó cuando nos conocimos en un festival en la cancha de Estudiantes, marzo de 1982. Al comienzo la hacíamos distinta a como la terminamos grabando, el mismo día que el Papa Juan Pablo II venía a la Argentina, últimos días de la guerra de Malvinas. Más que punk, sonaba a rock, aunque con un toque punk por la pelotudez, el cinismo y esas cosas. Una banda más rockera y pesada, sin acelerar. Tipo The Who, pero en su época de no profesionalismo, jaja. Algo de eso sobrevivió en unas cintas de Le Chevalet, el primer lugar que nos habilitó para tocar con cierta continuidad."

Luego de este álbum el guitarrista y miembro fundador Hari-B deja la banda, ubicándose el bajista Stuka en su lugar, mientras que el lugar que dejaba vacante Stuka en bajo, lo ocuparía Robert "Polaco" Zelazek.

## Lista de canciones
Lado A
1. Mirando la guerra por T.V. (Fossa-Braun-Rizzo)
2. Cambio violento (Braun-Gramática)
3. Sucio poder (Fossa-Braun-Gorgone)
4. Para qué estoy aquí  (Fossa-Braun-Gramática)
5. Guerra total (Chalar-Fossa-Gorgone)
6. Estás muerto (Fossa-Rizzo)

Lado B
1. Represión  (Fossa-Braun-Chalar-Gramática)
2. Moral y buenas costumbres (Gramática-Braun)
3. Un producto de su sociedad (Fossa-Risso)
4. Mujeres vengan a mí (Fossa-Braun-Gorgone)
5. Viejos patéticos (Gramática-Braun)
6. El extraño de pelo largo (Lezica-Masllorens)

## Formación
- Pil Trafa - voz
- Hari-B - guitarra
- Stuka - bajo y guitarra
- Sergio Gramática - batería